# Maria Koursova
Maria Koursova (en russe : Мария Курсова, en arménien : Մարիա Կուրսովա), née le 3 janvier 1986 à Severodvinsk (en URSS), est une joueuse d'échecs russo-arménienne.

## Biographie
Maria Koursova est née à Severodvinsk, dans la république soviétique de Russie, en URSS.

### Vie privée
Maria Koursova est mariée à Arman Pashikian, également joueur d'échecs,.

## Carrière

### Palmarès jeune sous les couleurs de la Russie
Elle remporte le championnat du monde d'échecs de la jeunesse dans la catégorie des filles de moins de 10 ans en 1996. Elle remporte également trois médailles lors de différentes participations aux championnats d'Europe d'échecs de la jeunesse :
- en 1998, elle remporte la médaille de bronze dans la section des filles de moins de 12 ans[4]
- en 2001, trois ans plus tard, elle remporte le titre dans la catégorie des filles de moins de 16 ans
- en 2003, elle est à égalité pour la première place dans la catégorie des filles de moins de 18 ans[5], avec Natalia Pogonina, mais elle est finalement deuxième au départage.

Maria Koursova participe au championnat du monde d'échecs féminin de 2006 en tant qu'invitée par la présidence de la FIDE. Elle bat la Chinoise Zhao Xue au premier tour. Au second, elle perd contre Ekaterina Kovalevskaïa et est donc éliminée de la compétition.

### Palmarès depuis son changement de fédération au profit de l'Arménie
Maria Koursova change de fédération nationale au profil de l'Arménie en 2011,. Elle remporte alors le championnat d'Arménie d'échecs en 2012 et 2018.
Elle joue aussi pour l'équipe nationale arménienne lors des olympiade d'échecs féminines, du championnat du monde d'échecs par équipes féminin et du Championnat d'Europe d'échecs des nations féminin.